# Graniczna Placówka Kontrolna Krzanowice
Przejściowy Punkt Kontrolny Krzanowice/Graniczna Placówka Kontrolna Krzanowice – nieistniejący obecnie pododdział Wojsk Ochrony Pogranicza wykonujący kontrolę graniczną osób, towarów i środków transportu bezpośrednio w przejściu granicznym na granicy polsko-czechosłowackiej.

## Formowanie i zmiany organizacyjne
W październiku 1945 Naczelny Dowódca WP nakazywał sformować na granicy 51 przejściowych punktów kontrolnych.
Graniczna Placówka Kontrolna Krzanowice została utworzona w październiku 1945 jako Kolejowy Przejściowy Punkt Kontrolny Krzanowice (PPK Krzanowice) – III kategorii o etacie nr 8/12 . Obsada PPK składała się z 10 żołnierzy i 1 pracownik cywilny.
W 1948 funkcjonowała jako Graniczna Placówka Kontrolna Ochrony Pogranicza nr 49 Krzanowice (GPK OP Krzanowice).
Graniczna Placówka Kontrolna Krzanowice została rozformowana po 1948.

## Ochrona granicy

### Podległe przejście graniczne
- Krzanowice-Chuchelná (kolejowe).